# Forêt de Dalaba
 (novembre 2022).
Si vous disposez d'ouvrages ou d'articles de référence ou si vous connaissez des sites web de qualité traitant du thème abordé ici, merci de compléter l'article en donnant les références utiles à sa vérifiabilité et en les liant à la section « Notes et références ».
La forêt de Dalaba est une forêt classée située dans la ville de Dalaba, en république de Guinée.

## Situation géographique
La forêt est située près de la route nationale vers l'entrée de la ville en venant de Mamou.

## Caractéristiques
La zone protégée est caractérisée par de hauts arbres en majorité des sapins baumiers.